# Москвич 6
«Москвич 6»(«Moskvich 6») — легковой автомобиль, представленный Московским автомобильным заводом «Москвич» в апреле 2023 года. Является лицензионной копией китайского лифтбэка JAC Sehol A5.

## Характеристика
Был впервые представлен в июле 2022 года под названием «Модель III». В апреле 2023 года в сети был официально представлен витринный образец автомобиля в чёрном цвете, а также его краткое описание:
Яркий динамичный седан
Москвич 6 — современный автомобиль С-класса, его отличает продуманная эргономика и высокий уровень комфорта, широкие мультимедийные возможности и просторный багажник.

Седан Москвич 6 предназначен для ежедневных поездок по городу
Серийное производство автомобиля было назначено на вторую половину 2023 года, 4 сентября 2023 года состоялся старт производства модели. Продажи автомобиля должны были начаться летом, но были перенесены и стартовали в середине октября 2023 года.
Автомобиль оснащается двумя двигателями: 136 л.с. и 174 л.с. в сочетании с вариатором и роботом. В более дорогих комплектациях также присутствует люк с электроприводом, круговой обзор, виртуальный щиток приборов.

## Критика
Предметом критики стала ценовая политика автомобиля в России, так «Москвич 6» стоит в 2 раза дороже китайской оригинальной модели. Стоимость «Москвич 6» в России находятся в диапазоне 2,4-3,1 млн. рублей, в то время как оригинальный Sehol A5 Plus стоит в Китае 1,36-1,87 млн. в переводе на российские рубли. При этом оригинальный Sehol A5 Plus в России не продаётся, а JAC J7 доступен только в более простых комплектациях с двигателем 136 л.с. с механической коробкой передач или вариатором по цене 2,129-2,599 млн. руб.

## Продажи
12 октября 2023 года автомобили «Москвич 6» появились у большинства московских дилеров. По данным портала Autonews, никакого заметного интереса покупателей к «Москвич 6» не наблюдается. 22 октября был продан первый экземпляр автомобиля.

## Галерея
| - Москвич 6, запуск серийной сборки (4 сентября 2023 года) |